# Lazaros Voreadis
Lazaros Voreadis (griechisch Λάζαρος Βορεάδης; * 18. Juli 1969 in Thessaloniki, Griechenland) ist ein griechischer Basketballschiedsrichter.
Seit 1992 leitet er für die Fédération Internationale de Basketball (FIBA) Länderspiele. Er leistete bei den Olympischen Sommerspielen 2004 in Athen den olympischen Eid für die Kampfrichter. 2006 nahm Voreadis an der Basketball-Weltmeisterschaft 2006 in Japan teil.